# 우그리아어군
우고르어군(Ugric) 또는 우그리아어군(Ugrian)은 우랄어족의 헝가리어, 만시어, 한티어를 묶은 가설적 어파이다.
고대 러시아어에서 마자르인을  "우그르족"(угры)이라고 일컫던 데서 이름이 유래한다. 우랄 산맥 북부 또는 그 지역의 민족들을 가리키는 역사적 이름 유그라와 동계로 보이나 명확하지 않다.

## 같이 보기
- 핀우그리아어파
- 우그리아족